# Metal Gear: Ghost Babel
Metal Gear: Ghost Babel (яп. メタルギア ゴーストバベル мэтару гиа го:суто бабэру) — компьютерная игра в жанре стелс-экшен, разработанная компаниями Konami Computer Entertainment Japan и Tose и выпущенная Konami для Game Boy Color в 2000 году. В Европе и Северной Америке вышла под названием Metal Gear Solid.
Главным героем является спецагент Солид Снейк, проникающий на базу военной группировки в вымышленной африканской стране, чтобы уничтожить захваченное супероружие; при этом сюжет не считается каноничным для вселенной. Как и в других играх серии, основная ставка в геймплее сделана на скрытность: Снейк может избегать прямых столкновений с противниками во время заданий, что влияет на рейтинг, выдаваемый за прохождение уровней. Игрокам доступны сюжетная кампания, набор отдельных миссий и соревновательный мультиплеер.
Ghost Babel получила положительные отзывы критиков, которые отмечали, что игра смогла подарить те же ощущения, что и Metal Gear Solid, предыдущая часть серии; при этом отрицательно были оценены технические ограничения портативной приставки.

## Игровой процесс

Скриншот игрового процесса. На радаре в верхнем правом углу отображены структура уровня, расположение главного героя и противников. Внизу справа указаны выбранные в данный момент оружие и предмет.

Metal Gear: Ghost Babel геймплейно схожа с частями серии, выходившими на MSX2, Metal Gear и Metal Gear 2: Solid Snake, и представляет собой стелс-экшен с видом сверху. Игрок управляет главным героем, Солидом Снейком. Игра разделена на уровни, на каждом из которых необходимо выполнить определённую задачу для дальнейшего продвижения по сюжету.
Расположение противников отображается на радаре. Игрок может использовать летальное оружие для ликвидации врагов или временно оглушать их. Снейк также способен избегать столкновений, отвлекая противников шумом или прячась от них. В определённых местах на уровнях находятся оружие и патроны, пайки, восстанавливающие здоровье, и снаряжение, помогающее в прохождении: например, миноискатель отображает на экране спрятанные мины, противогаз позволяет дышать в комнатах с ядовитым газом, а картонные коробки — маскироваться. Если Снейк будет замечен противником или камерой наблюдения, враги на уровне начинают активно преследовать его, а также глушить радар. Потеряв героя из виду, они некоторое время продолжают его искать, после чего возвращаются к патрулированию.
Важным инструментом является кодек, с помощью которого Снейк поддерживает связь с другими членами команды. Таким образом можно получать подсказки для прохождения и сюжетную информацию, а также сохранять прогресс. За прохождение каждой миссии игроку выдаётся рейтинг, зависящий от затраченного времени, количества обнаружений главного героя противниками, убитых врагов и использованных пайков. После завершения кампании открывается бонусный контент: возможность перепройти уровни с дополнительными целями и условиями, например, за ограниченное время или без получения урона, а также отдельные миссии в виртуальной реальности. Кроме того, в японской и европейской версиях становится доступна секретная частота кодека, содержащая сатирическую шпионскую радиодраму «IdeaSpy 2.5»; по её сюжету, агент с кодовым именем 2.5 должен остановить корпорацию Junker Expensive, продающую потребителям некачественные товары.
Игра поддерживает соревновательный режим, для чего необходимо соединить две приставки кабелем. В мультиплеере игрокам необходимо за ограниченное время собрать три диска с данными, после чего добраться до цели, отмеченной на карте. Противники при этом могут видеть друг друга только при прямом визуальном контакте либо при помощи определённых предметов.

## Сюжет

### Сеттинг и персонажи
Главным героем игры является Солид Снейк, бывший член FOXHOUND, элитного подразделения армии США, ушедший в отставку после событий Metal Gear. Во время операции ему оказывают помощь другие члены команды: полковник Рой Кэмпбелл, бывший глава FOXHOUND; аналитик Мэй Лин; наёмник Ронард Ленсенбринк по прозвищу «Ласка»; и агент ЦРУ Брайан Макбрайд. Миссией руководит советник по национальной безопасности Стив Гарднер.
Действие игры происходит на территории Жиндры — вымышленной страны в Центральной Африке, охваченной гражданской войной. Основными противниками выступают солдаты сепаратистской военной группировки «Фронт освобождения Жиндры», возглавляемой Огюстеном Эгуабоном по прозвищу «Генерал». В число боссов также входят члены отряда наёмников «Чёрная палата», военные консультанты «Фронта»: Слэшер Хоук, Марионетт Оул, Пайро Байзон и Блэк Артс Вайпер. Изначально «Чёрная палата» была спецподразделением армии США, созданным для выполнения тайных операций, однако кто-то из правительства, скрывающийся под прозвищем «Аноним», опасаясь последствий возможной утечки информации, отдал приказ об их ликвидации. После одной из миссий члены «Чёрной палаты» попали в засаду FOXHOUND и почти все были убиты. Выжившие поклялись отомстить «Анониму» и FOXHOUND.

### История
Сюжет игры не является каноничным для вселенной и предлагает альтернативную версию событий, происходящих после оригинальной Metal Gear.
«Фронт освобождения Жиндры» угоняет самолёт C-5 Galaxy, перевозящий Metal Gear GANDER — шагающий танк, профинансированный правительством США и оснащённый ядерными ракетами, а также исследовательскую группу, занимавшуюся его разработкой. Кэмпбелл обращается за помощью к Снейку, живущему отшельником на Аляске, и предлагает миссию: проникнуть внутрь базы «Фронта», крепости Галуад, чтобы спасти учёных и помешать завершить сборку оружия. Снейк неохотно соглашается, узнав, что Галуад — это та самая база, где он уничтожил предыдущий Metal Gear, в прошлом называвшаяся Outer Heaven.
Главному герою удаётся проникнуть в крепость, где с ним на связь выходит Кристин (Крис) Дженнер, одна из членов подразделения «Дельта», которые должны были сотрудничать со Снейком во время миссии; она рассказывает, что отряд попал в засаду «Чёрной палаты» и выжить удалось только ей. После встречи с Крис и обмена информацией Снейк отправляется к баракам, чтобы спасти вундеркинда Джеймса (Джимми) Харкса, ведущего инженера Metal Gear; по пути герой сталкивается со Слэшером Хоуком и побеждает его. Освободив Джимми, Снейк узнаёт от него, что Metal Gear GANDER оборудован рельсотроном для запуска ядерных ракет, которому требуется огромное количество энергии; Харкс также упоминает некий проект «Вавилон», находящийся под контролем начальника штаба Армии США Джона Паркера. В этот момент на базе пропадает свет, и Снейк понимает, что «Фронт» собирается нанести удар с помощью Metal Gear. Связавшись с Крис и поручив ей защиту Джимми, Снейк направляется к подземной базе, где находится оружие; по пути он побеждает Марионетт Оула. На подходе к зданию герой попадает под артиллерийский обстрел и вынужден отступить. Снейку не удаётся предотвратить выстрел, однако выясняется, что ядерный заряд был фальшивым и служил лишь демонстрацией силы. В последующем видеообращении к США Генерал выдвигает требование вывести миротворческие силы из Жиндры и признать её независимость, угрожая в противном случае нанести удар по крупным городам.
Снейк вместе с командой решают уничтожить электростанцию, чтобы лишить Metal Gear источника энергии и предотвратить следующую атаку. В этот момент на Джимми и Крис нападают; Крис удаётся сбежать, но Джимми вновь оказывается в плену. Снейк добирается до электростанции, где путь ему преграждает Пайро Байзон. Потерпев поражение в бою, он раскрывает герою историю «Чёрной палаты» и то, что один из союзников Снейка является членом отряда, после чего кончает жизнь самоубийством, сжигая себя. Взорвав электростанцию, Снейк находит Джимми рядом с телом члена отряда «Дельта». Харкс рассказывает, что тот спас его ценой своей жизни; кроме того, выясняется, что Дженнер не было с отрядом, когда те попали в засаду «Чёрной палаты». В этот момент Вайпер убивает Джимми, активировав заложенную в его наручники взрывчатку.
Макбрайд высказывает подозрение, что Дженнер является пятым членом «Чёрной палаты»; Снейк отказывается в это верить, но ему не удаётся связаться с Крис. По пути к базе, где находится Metal Gear, герою приходится вступить в бой с Софи Н’драм, заместительницей Генерала. Снейк побеждает её, но оставляет в живых, и Н’драм сообщает ему, что Вайпер удерживает Крис в заложниках. Проникнув на базу, Снейк сталкивается там с Вайпером, одолевает его и освобождает Крис; она признаётся, что её не было с отрядом, потому что Паркер приказал ей уничтожить все данные о проекте и убить Генерала. Поручив Крис найти транспорт для эвакуации, Снейк добирается до Metal Gear, пилотируемого Эгуабоном, и выводит его из строя. Перед смертью Генерал раскрывает суть проекта «Вавилон»: правительство США тайно финансировало «Фронт освобождения Жиндры», чтобы установить контроль над регионом. Он также признаётся, что намеревался расторгнуть сделку, и передаёт Снейку диск с компроматом.
В этот момент главный герой вновь сталкивается с Вайпером, от которого узнаёт, что отрядом, уничтожившим «Чёрную палату», командовал Кэмпбелл, а «Анонимом», отдавшим приказ о ликвидации, был Гарднер. Макбрайд, оказавшийся пятым членом «Чёрной палаты», нападает на остальных участников миссии, но Ласка убивает его. Вайпер активирует встроенную в Metal Gear систему запуска орбитальных ядерных ударов, однако Снейк побеждает его и предотвращает атаку. Выбравшись на поверхность, он вновь встречает Н’драм, которая раскрывает, что слышала его разговор с Генералом, и сообщает о своём решении возглавить «Фронт», чтобы продолжить дело Эгуабона. Напарники Снейка вновь выходят на связь по кодеку. Кэмпбелл подтверждает слова Вайпера и признаётся, что в тот момент считал, что ликвидирует террористическую группировку, и лишь позже узнал правду. Также выясняется, что Ласка напрямую работал на Гарднера и получил от него приказ избавиться от Снейка и остальных участников операции, но решил его не выполнять. Снейк и Крис вместе уезжают на джипе; Снейк решает вернуться в США, чтобы напрямую противостоять Гарднеру и Паркеру, и обещает воссоединиться с Крис, когда всё будет кончено.

## Разработка
После успеха Metal Gear Solid подразделение Konami of Europe предложило сделать версию игры для Game Boy Color. Создатель серии Хидэо Кодзима при работе над Ghost Babel ограничился ролью продюсера. По его словам, он хотел вновь исследовать для себя вопрос: «Что такое игра?» Руководителем разработки стал Синта Нодзири, ранее занимавший должность заместителя геймдиректора Policenauts, а сценарий написал Томокадзу Фукусима, автор некоторых диалогов в Metal Gear Solid. За дизайн персонажей и иллюстрации вновь отвечал Ёдзи Синкава, а за пиксельную графику — Икуя Накамура, до этого работавший над текстурами в Metal Gear Solid. Часть работы выполнила студия Tose, расположенная в Киото. Подзаголовок Ghost Babel был выбран с таким расчётом, чтобы его начальные буквы совпадали с аббревиатурой Game Boy.
При разработке команде приходилось учитывать технические ограничения платформы; по этой причине было принято решение разделить игру на уровни. Такая структура позволила разнообразить геймплей при помощи миссий с различными целями и условиями. Некоторое время авторы раздумывали над тем, чтобы сделать графику похожей на комиксы, но в итоге остановились на более реалистичном стиле, схожем с Metal Gear Solid. Разработчикам удалось добавить в Ghost Babel большое количество анимаций персонажей, например, развевающуюся при движении бандану Снейка, а также тени от объектов. Дизайн Metal Gear GANDER был основан на одном из концепт-артов Синкавы, созданном для Metal Gear Solid, но не вошедшем в игру. Композиторы Норихико Хибино и Кадзуки Мураока сочинили саундтрек, содержащий в себе как новые мелодии, так и ремиксы треков из прошлых частей.
Несмотря на то, что целевой аудиторией Game Boy Color в Японии в основном являлись дети, разработчики решили сохранить фирменный серьёзный тон франшизы. От некоторых моментов в итоге отказались, посчитав их слишком мрачными: например, по изначальной задумке в биографии Слэшера Хоука значилось, что он ел дюгоней. Кроме того, сигареты, в других частях серии используемые для обнаружения лазерных лучей, по соображениям цензуры были заменены на дымовые шашки. В процессе разработки Нодзири приходилось перенастраивать поведение противников и боссов из-за того, что другие члены команды считали их слишком сложными и непредсказуемыми. Радиодрама «IdeaSpy 2.5» была создана, чтобы мотивировать игроков на повторное прохождение; её автором стал Сюё Мурата, чьё чувство юмора Нодзири счёл подходящим для своей задумки. По словам руководителя разработки, авторы добавили в игру соревновательный режим, так как хотели задействовать возможности Game Boy Color.
Выход Metal Gear: Ghost Babel в Японии состоялся 27 апреля 2000 года; 5 мая игра была выпущена в Европе и Северной Америке под названием Metal Gear Solid. Перевод на английский язык выполнила Агнесс Каку, которой приходилось учитывать ограничения на количество символов, связанные с размером экрана приставки. При этом «IdeaSpy 2.5» вошла лишь в японскую и европейскую версии игры; из американской же её пришлось вырезать из-за меньшего объёма используемого картриджа.

## Восприятие

### Отзывы
| Сводный рейтинг    | Сводный рейтинг |
| Агрегатор          | Оценка          |
| ------------------ | --------------- |
| GameRankings       | 95,61 %         |
| MobyRank           | 94 %            |
| Иноязычные издания |                 |
| Издание            | Оценка          |
| CVG                | [ 18 ]          |
| EGM                | 9,66/10         |
| Game Informer      | 9,25/10         |
| GameSpot           | 9,4/10          |
| IGN                | 10/10           |
| Jeuxvideo.com      | 18/20           |
| Nintendo Life      | 9/10            |
| Nintendo Power     | 7,8/10          |
| Gaming Target      | 10/10           |

Metal Gear: Ghost Babel получила высокие оценки критиков. Средний балл на GameRankings составил 95,61 % на основе 19 обзоров.
Рецензенты отмечали, что с точки зрения геймплея и сюжета игра дарит те же ощущения, что и Metal Gear Solid на PlayStation. В числе достоинств было названо большое количество контента. Обозреватель IGN Крейг Харрис поставил Ghost Babel максимальный балл — 10 из 10 — и назвал «игрой для Game Boy Color, сделанной правильно». Фрэнк Прово с сайта GameSpot похвалил геймплей за разнообразие ситуаций, с которыми приходится столкнуться игроку, и вариативность доступных тактик. По мнению журнала Computer and Video Games, продолжительные диалоги, хотя и замедляют темп, хорошо работают на атмосферу. При этом искусственный интеллект врагов подвергся критике: так, Харрис отметил, что иногда при поднятии тревоги достаточно просто перейти в другую комнату, чтобы сбить охрану со следа, а Прово указал, что противники могут проигнорировать то, что Снейк расправляется с их напарниками «в считаных дюймах [от них]».
По мнению журнала Nintendo Power, благодаря тому, что уровни не перегружены деталями, персонажи не теряются на их фоне. Прово высоко оценил графику, в частности, кат-сцены и анимации Снейка и противников, но в качестве недостатка указал, что из-за разрешения экрана Game Boy Color врагов сложно различить на радаре. Также он похвалил саундтрек, но раскритиковал однообразный саунд-дизайн: «Нет оцифрованной речи, нет различий между типами оружия, и без конца используется один и тот же эффект взрыва». Кевин Стапф с сайта Gaming Target, напротив, отозвался о звуке положительно: «Вы сможете различить каждый удар, каждый выстрел, каждый сигнал тревоги и даже фразы охранников вроде „Что это было?“ и „По-моему, я что-то слышал“».
Рецензенты также отмечали, что разработчикам удалось приспособить управление под ограничения платформы. По мнению обозревателя Electronic Gaming Monthly Грега Сюарта, спустя некоторое время игры раскладка начинает казаться логичной и «становится второй натурой». Джон Уолгрен из Nintendo Life назвал управление «функциональным, но несколько тесным», посчитав это «необходимым злом».

### Наследие
Различные издания включали Metal Gear: Ghost Babel в списки лучших игр для Game Boy Color: журнал Retro Gamer в 2006 году поставил её на четвёртое место, сайт GamesRadar+ в 2023 — на первое, а Nintendo Life в 2025 — на восьмое. В рейтинге игр для Game Boy и Game Boy Color, опубликованном Nintendo Power в 2008 году, игра заняла 11 место. В аналогичном списке Game Informer 2014 года она стала восьмой. GameSpot в 2022 году поставил Ghost Babel на 12 место в рейтинге игр серии Metal Gear, а сайт Polygon в своём аналогичном списке 2018 года — на восьмое.
По мнению автора сайта Goomba Stomp Ренана Фонтеса, Ghost Babel «фактически не оставила после себя наследия» из-за неканоничности сюжета и последующего выхода затмившей её Metal Gear Solid 2: Sons of Liberty. Энтони Бёрч с Destructoid назвал её «лучшей частью Metal Gear, о которой никто не слышал»; в качестве причин этого он отметил локализованное название, из-за которого американские покупатели могли принять игру за порт или ремейк Metal Gear Solid, и сравнительно малую популярность Game Boy Color. Автор сайта Hardcore Gaming 101 Эван Тайсингер охарактеризовал Ghost Babel как «забытую классику серии, в первую очередь самой Konami».
В 2006 году Хидэо Кодзима в рамках своего подкаста Hidechan! Radio выпустил аудиопостановку, основанную на «IdeaSpy 2.5», в которой сам озвучил главную роль. Отсылки к Ghost Babel встречаются в других частях серии: так, портреты Снейка и Кэмпбелла из игры использовались в переиздании Metal Gear 2: Solid Snake для мобильных телефонов и в Metal Gear Solid 3: Subsistence, а один из доступных Снейку видов оружия, пистолет FN Five-seveN, встречается в Metal Gear Solid 4: Guns of the Patriots.